# Organização de Solidariedade Ruainga
Organização de Solidariedade Ruainga é uma organização política ruainga (rohingya) fundada em 1982, após uma operação militar em larga escala conduzida pelo Tatmadaw (Forças Armadas de Mianmar). O grupo era antigamente uma organização militante, mas foi extinto militarmente desde que seu braço armado se fundiu com o Exército Nacional dos Ruaingas (ENR) em 1998.
Especialistas regionais no estado de Rakhine contestaram anteriormente a existência da Organização de Solidariedade Ruainga como uma força militante ativa após o início dos anos 2000. O governo de Mianmar culpou a Organização de Solidariedade Ruainga pelos ataques a postos fronteiriços em outubro de 2016  até que o Exército de Salvação dos Ruaingas de Arracão reivindicou a responsabilidade.